# KV6
A KV6, no Vale dos Reis em Egito, é a do faraó Ramessés IX da vigésima dinastia. Entretanto, evidencias arqueológicas e a qualidade das decorações indicam que a tumba não foi terminada a tempo para a morte de Ramessés IX mas teve que ser apressadamente terminada, com muitos cantos cortados, após a sua morte.

## Localização e descrição
A tumba está localizada na parte central do Vale e sua incomum ampla entrada fica entre as tumbas KV5 e KV55. Tendo um tamanho de 105 metros dentro do Vale, a tumba começa com um portão
e uma rampa inclinada para baixo. Seguindo pela rampa encontram-se três sucessivas extensões de corredores. O primeiro corredor contém quatro câmaras laterais, dois de cada lado. Porém, nenhum dos corredores são decorados ou finalizados.
No final dos corredores acham-se três câmaras. A primeira delas é decorada com o ritual de Abertura da Boca, do Livro dos Mortos. A segunda câmara contém quatro colunas, mas nem a escavação, nem a decoração foram completadas. E, ao final desta câmara, uma rampa desce para a câmara funerária onde foi colocado o sarcófago real (o piso tem uma secção retangular para acomodá-lo). O teto é abobadado e decorado com figuras da deusa Nut. A lateral das paredes mostra cenas do Livro das Cavernas e do Livros da Terra.
A parede mais longínqua retrata Ramessés em sua barca, rodeado pelos deuses. Os amarelos, azuis escuros e pretos usados para decorar esta câmara são visualmente impressionantes e incomuns entre as decorações das demais câmaras.
Embora o sarcófago tenha sido roubado, a múmia de Ramessés IX foi uma daquelas encontradas no esconderijo (DB320) em Deir Elbari no ano de 1881.
O KV6 foi aberto desde a antiguidade, o que se comprova pelos grafites deixados em suas paredes pelos visitantes romanos e coptas.

## Imagens

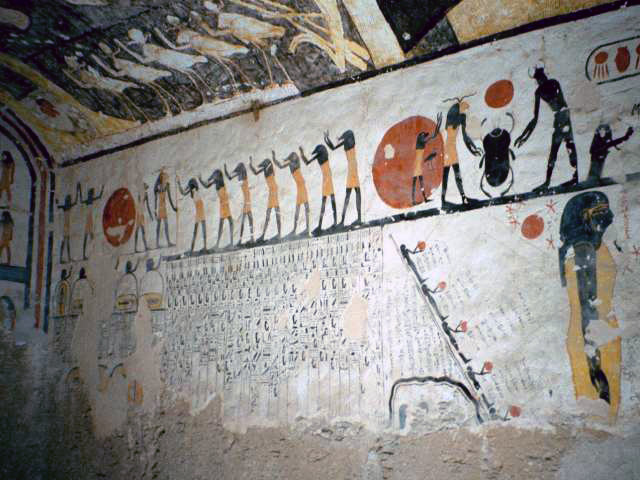
Parede da direita da câmara funerária.
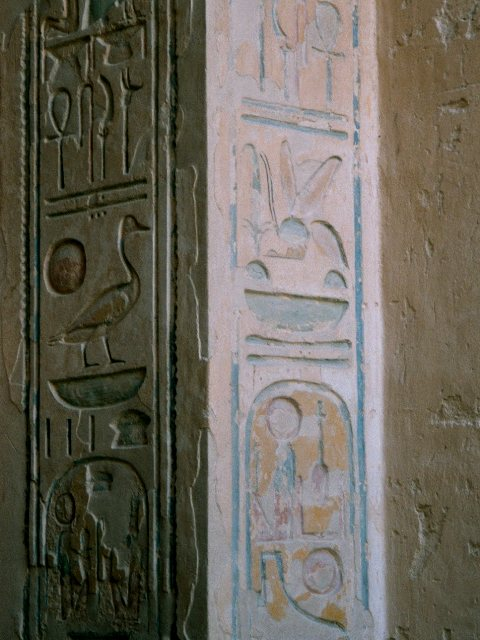
O nome de Ramesses IX aparece na porta da tumba.
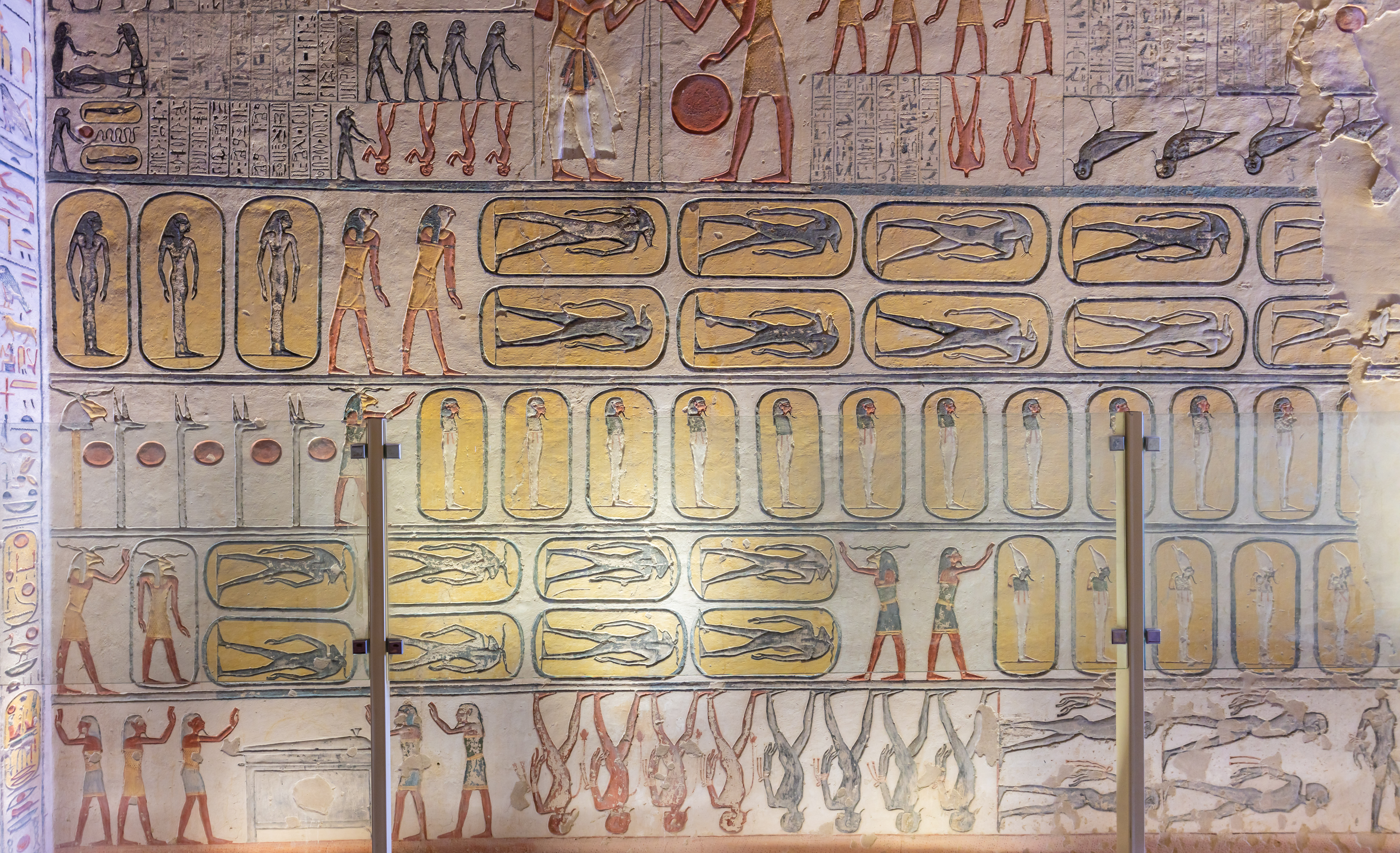
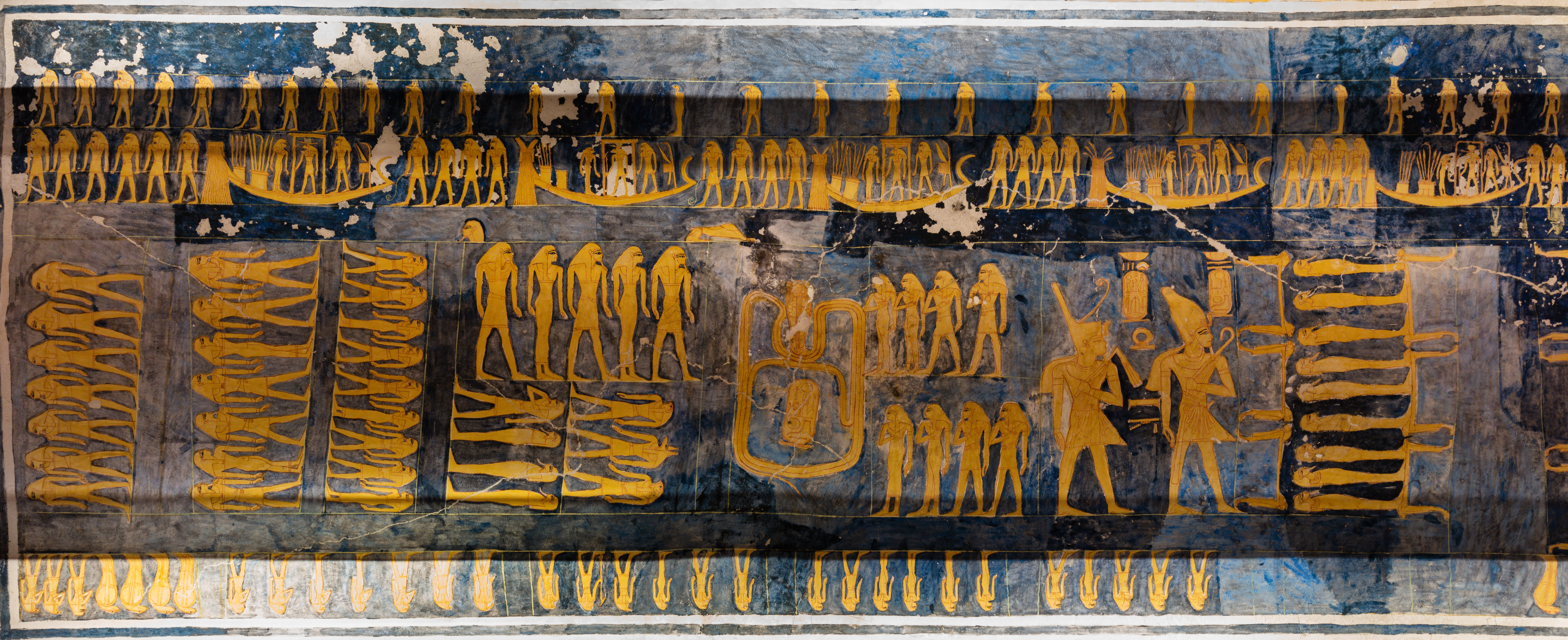
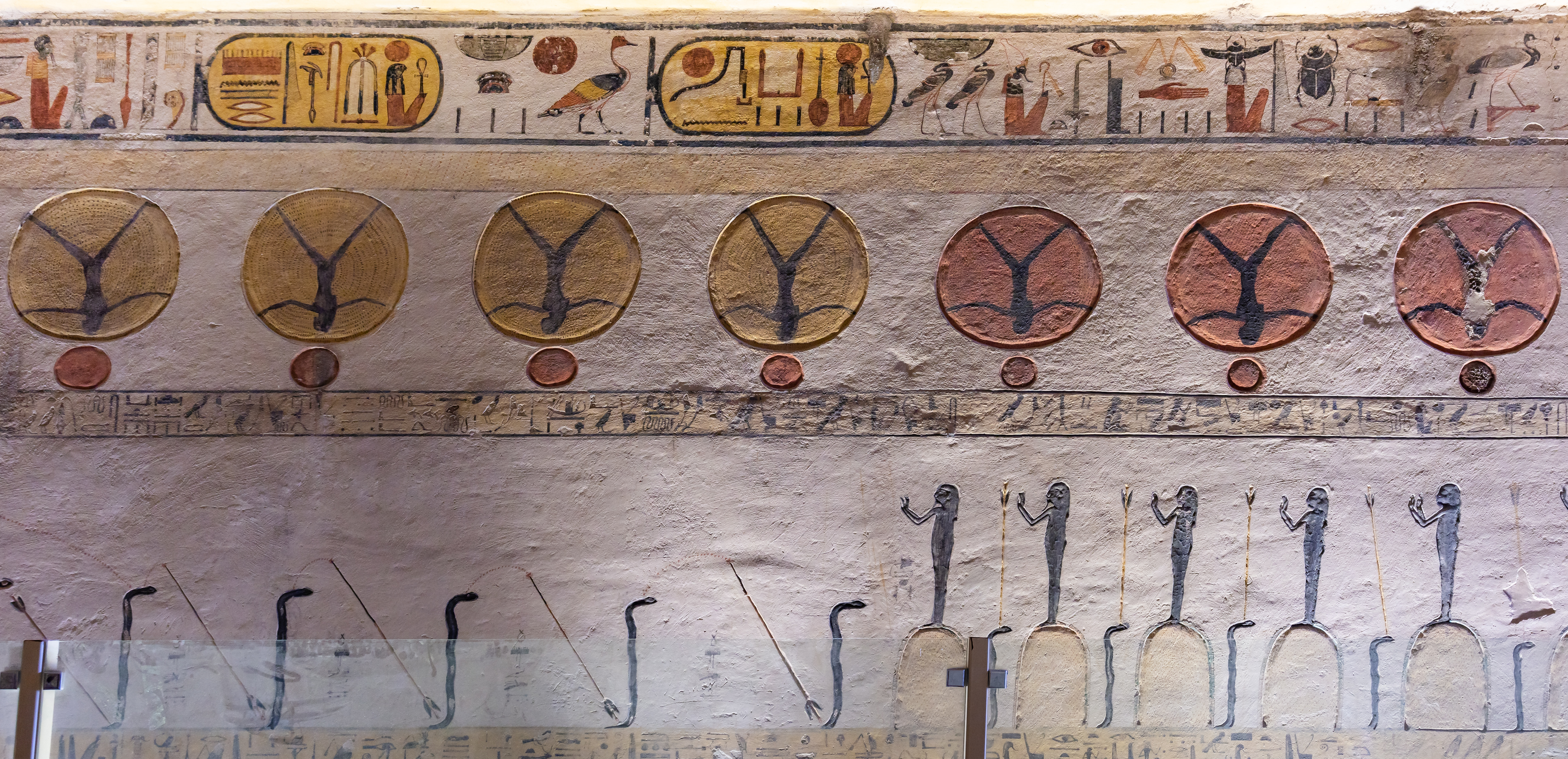